# 內甕
內甕，是臺灣嘉義縣番路鄉的一個傳統地域名稱，位於該鄉最西端。相較於今日行政區，其範圍大致包括內甕村、江西村，以及嘉義市東區盧厝里東北部。

## 歷史
台灣日治初期，內甕地區為一街庄（舊制街庄），稱為「內甕庄」，隸屬於嘉義東堡。該庄北與灣橋庄為鄰，東與下坑庄、轆仔腳庄為鄰，南邊隔八掌溪與樹頭埔庄、頂六庄為界，西邊為紅毛埤庄、盧厝庄。
1901年（日治明治三十四年）11月11日，全台設置二十廳，該庄隸屬於嘉義廳。1904年（明治三十七年）2月15日，該庄編入「番仔路區」，隸屬於嘉義廳。1909年（明治四十二年）10月25日，全台整併二十廳為十二廳，該庄仍隸屬於嘉義廳。1910年（明治四十三年）1月18日，各區管轄區域調整，該庄仍隸屬於嘉義廳的「番仔路區」。
1920年（大正九年）10月1日，全台廢十二廳改設五州二廳，該庄改制為「內甕」大字，隸屬於臺南州嘉義郡番路庄（新制街庄）。
戰後番路庄改制為番路鄉，隸屬於臺南縣，大字亦改制為村。1950年（民國39年）10月，雲、嘉、南分治，番路鄉改隸屬於嘉義縣。

## 聚落
本地區發展較早的聚落有內甕、外甕、江西藔、土地公崎、烏鴉崎、杉橋仔（三橋仔）、姜母藔、竹山等，在日治期初期的官方地圖上已有記載。此外，本地區尚有杮子腳聚落。

## 交通
國道3號又稱「福爾摩沙高速公路」，是貫穿台灣西部的兩條縱向高速公路之一，經過本地區西部凸出部分。最近的交流道在北側是縣道159號交會處北邊的迴轉道（北出南入）及更北的縣道166號交會處（南出北入）聯合運作的竹崎交流道；南側是省道台18線交會處的中埔交流道。由此等可快速前往國道3號沿線各地。
縣道159甲線是嘉義至石桌的道路，經過本地區北部的杮子腳、江西寮等聚落。由該道路西行可前往嘉義市市區，並止於縣道159號轉角路口；東行可前往番路鄉番路市區、竹崎鄉的石棹，並止於省道台18線及縣道169號共線路口。
鄉道嘉125線是灣橋至江西寮的道路。
鄉道嘉127線是內甕至義仁的道路。

## 學校
- 內甕國小

## 公共設施
- 仁義潭水庫